# وثيقة الاستسلام الباكستاني
وثيقة الاستسلام الباكستانية ( بالبنغالية: পাকিস্তানের আত্মসমর্পণের দলিল)
اتفاقية مكتوبة مكنت من استسلام القوات المسلحة الباكستانية في 16 كانون الأول / ديسمبر 1971 في حديقة مضمار في دكا، وبذلك أنهت حرب تحرير بنغلاديش.
استسلم اللفتنانت (وهو رتبة عسكرية من فئة ثلاث نجوم)  جنرال نيازيÀAK مدير باكستان الشرقية، إلى الجنرال جاغيت سينغ، قائد القوات المشتركة الهندية وبنغلاديش. وقد مثَّل العميد البحري أ. ك. خاندكر، نائب رئيس أركان قوات بنغلاديش، الحكومة المؤقتة لبنغلاديش عند الاستسلام. 
يتم الاحتفال باليوم باعتباره يوم النصر ، وهو يوم عطلة وطني في بنغلاديش.

## حفل الاستسلام
```

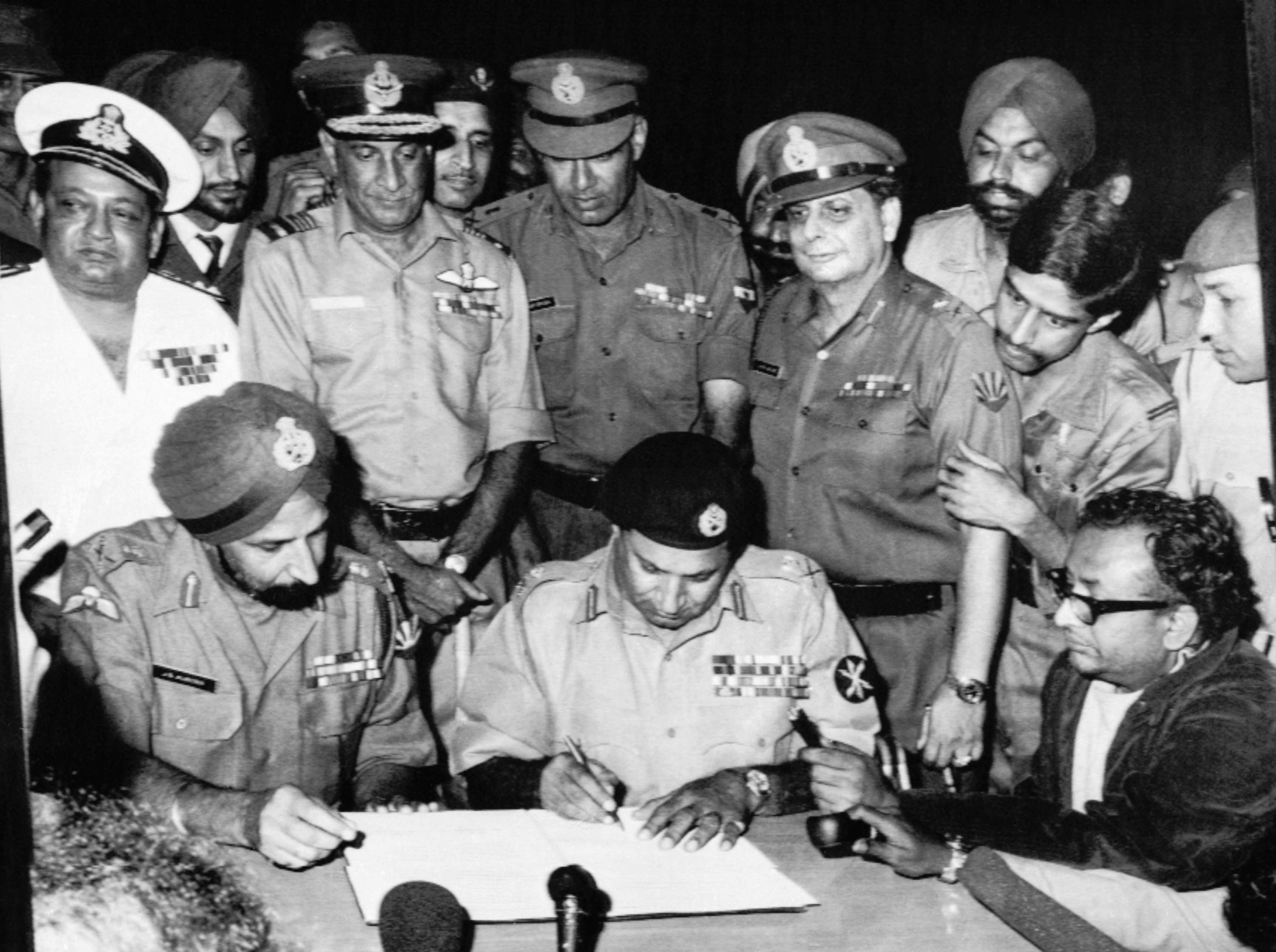
اللواء أمير عبد الله خان نيازي من الجيش الباكستاني ، يوقع وثيقة الاستسلام أمام الجنرال جاجيت سينغ أرورا.

حضر حفل الاستسلام نائب الاميرال محمد شريف، وهو قائد باكستاني للبحرية الشرقية واللواء نائب المارشال باتريك . قائد القوات الجوية الباكستانية الذين وقعوا على الاتفاق. نيابة عن بنغلاديش، عمل كابتن الفريق أ. ك. كانديكر شاهدا على الاستسلام. 
```

الجنرال سقاط سينغ، القائد الهندي للفيلق الرابع، المارشال هاري تشاند وهو القائد الهندي للقيادة الجوية الشرقية، الميجور جنرال JFR جاكوب، رئيس أركان القيادة الهندية الشرقية، عمل شهود نيابة عن الهند. والتوقيع على الوثيقة شهد نهاية حرب بنغلاديش و الحرب الهندية الباكستانية عام 1971. واستسلم حوالي 93 ألف جندي باكستاني، بينما اندلعت الحشود في مضمار السباق في الاحتفالات.

## نص الاستسلام
أصبح نص الاستسلام الآن ملكية عامة للحكومات  الهندية  والبنغلاديشية والباكستانية ويمكن رؤية نص الوثيقة معروضًا في المتحف الوطني في نيودلهي. كان نص وثيقة الاستسلام كما يلي:
توافق القيادة الشرقية لباكستان على تسليم جميع القوات المسلحة الباكستانية في بنغلاديش إلى الفريق الجنرال جاجيت سينغ، القائد العام لقيادة القوات الهندية والبنجالية DESH في المسرح الشرقي. يشمل هذا الاستسلام جميع القوات البرية والجوية والبحرية في الباكستان وكذلك جميع القوات شبه العسكرية والقوات المسلحة المدنية.
وستضع هذه القوات أسلحتها واستسلامها في الأماكن التي توجد فيها حالياً لأقرب القوات النظامية تحت قيادة الفريق جاغيت سينغ أوريورا.
تخضع القيادة الشرقية لباكستان لأوامر اللفتنانت جنرال جاجيت سينغ بمجرد توقيع الأداة. سيعتبر عصيان الأوامر خرق لشروط الاستسلام وسيتم التعامل معه وفقا لقوانين الحرب واستخدامها. سيكون قرار الفريق جاجيت نهائيا، إذا نشأ أي شك في معنى تفسير شروط الاستسلام.
يقدم الفريق جاغيت سينغ تأكيدا قاطعا بأن يعامل الأفراد الذين يسلمون معاملة كريمة ويحترمون ما يحق للجنود وفقا لأحكام اتفاقية جنيف ويضمن سلامة ورفاه جميع القوات العسكرية والقوات شبه العسكرية التابعة لباكستان. وسيتم توفير الحماية للمواطنين الأجانب والأقليات العرقية والأفراد من أصل WAK PAKISTANI من قبل القوات تحت قيادة اللفتنانت جنرال جاجيت سينغ .